# Tri kiến
Tri kiến (zh.zhījiàn 知見, ja. chiken, sa. jñāna-darśana) có thể được phân loại như sau:
1. Cái thấy bằng trí huệ. Sự nhận biết căn cứ vào kiến thức.
2. Sự nhận biết các hiện tượng thông qua sự giác ngộ về chúng.
3. Đồng nghĩa với Minh Hạnh Túc, một trong 10 danh hiệu của Phật.
4. Trí huệ và sự hiểu biết; kiến thức và quan niệm.